# René Schickele

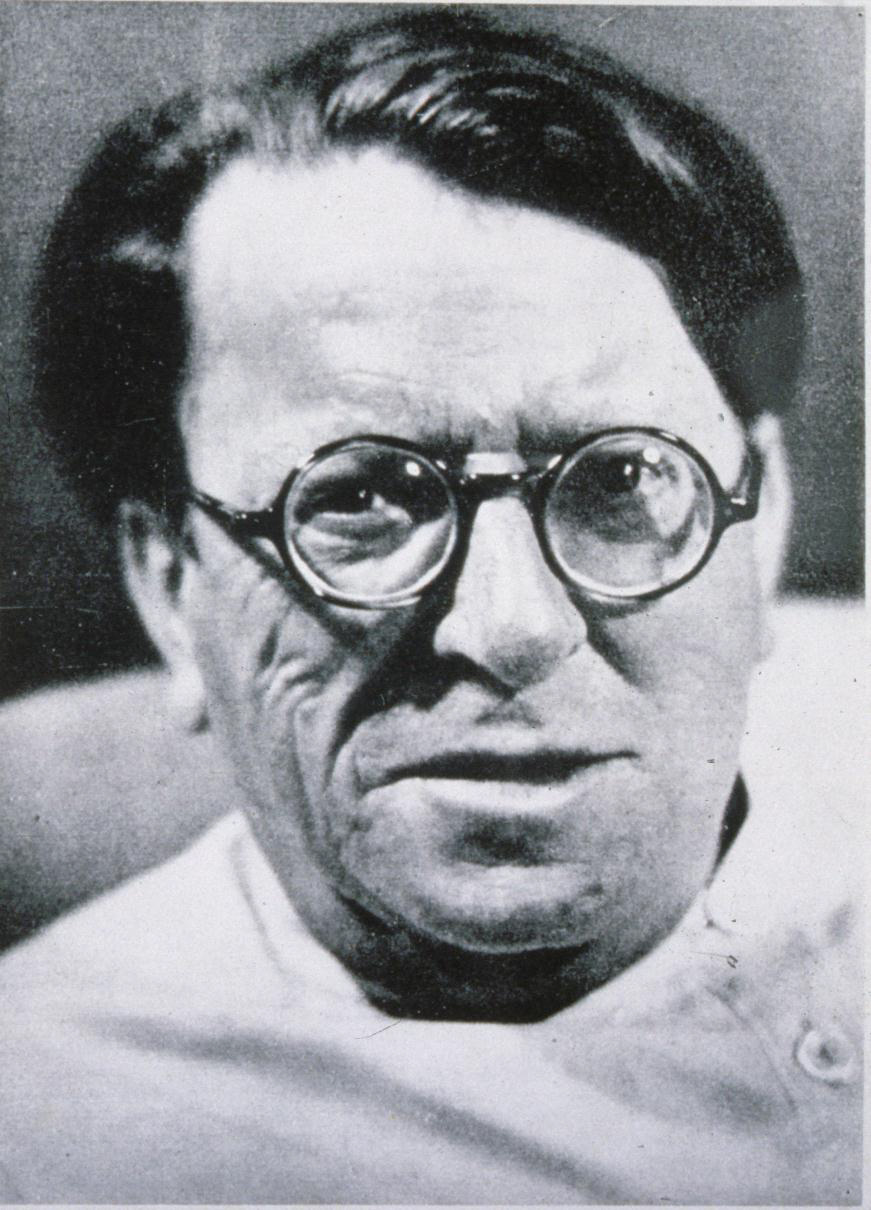
René Schickele

René Schickele (Obernai, 4 augustus 1883 – Vence, 31 januari 1940) was een Duits-Frans schrijver, essayist en vertaler. 
Schickele werd geboren in Obernai, in de Elzas, als zoon van een Duitse wijngaardenier/politieagent en een Franse moeder. Hij studeerde literatuur, geschiedenis, wetenschap en filosofie (in Straatsburg, München, Parijs en Berlijn). Samen met Otto Flake en Ernst Stadler publiceerde hij poëzie in meerdere tijdschriften. Zijn werk als schrijver is gekenmerkt door spanningen tussen de Franse en Duitse cultuur in de Elzas. Na de Eerste Wereldoorlog verhuisde hij naar Badenweiler en zette zich daar hartstochtelijk in voor de verstandhouding tussen Duitsland en Frankrijk. In Badenweiler ontmoette hij Annette Kolb en Emil Bizer.
Reeds in 1932 voorzag hij de dreiging van beslaglegging door de nazi's en emigreerde naar Sanary-sur-Mer in het zuiden van Frankrijk. Hij schreef er slechts een treurig, pessimistisch boek in het Frans Le Retour (1938) waarin hij zijn teleurstelling over het mislukken van de verzoening tussen Duitsland en Frankrijk vaststelde. Hij stierf in 1940 aan hartfalen in Vence een paar maanden voor de invasie van het Duitse leger. Schickele beroemdste werk is de romantrilogie Das Erbe am Rhein (1925-1931): Maria Capponi (1925), Blick auf die Vogezen (1927) en Der Wolf in der Hürde (1931).